# Кирленгерн
Кирленгерн (њем. Kirchlengern) општина је у њемачкој савезној држави Северна Рајна-Вестфалија. Једно је од 9 општинских средишта округа Херфорд. Према процјени из 2010. у општини је живјело 16.291 становника. Посједује регионалну шифру (AGS) 5758020, NUTS (DEA43) и LOCODE (DE KLG) код.

## Географски и демографски подаци
Кирленгерн се налази у савезној држави Северна Рајна-Вестфалија у округу Херфорд. Општина се налази на надморској висини од 53 метра. Површина општине износи 33,8 km². У самом мјесту је, према процјени из 2010. године, живјело 16.291 становника. Просјечна густина становништва износи 482 становника/km².

## Међународна сарадња
| Мјесто | Држава | Врста сарадње | Од    |
| ------ | ------ | ------------- | ----- |
|        | Чешка  | контакт       | 2000. |
| Извор  |        |               |       |